# V370 Большого Пса
V370 Большого Пса (лат. V370 Canis Majoris) — одиночная переменная звезда в созвездии Большого Пса на расстоянии (вычисленном из значения параллакса) приблизительно 5086 световых лет (около 1559 парсеков) от Солнца. Видимая звёздная величина звезды — от +11,4m до +10,4m.

## Характеристики
V370 Большого Пса — пульсирующая полуправильная переменная звезда типа SRB (SRB).